# Eolico magnetico
Per eolico magnetico si intende l'energia eolica prodotta con qualche tipo di aerogeneratore magnetoeolico, che impiega magneti permanenti (ad esempio al neodimio) oppure elettromagneti a superconduttore del tipo Maglev, per la trasmissione e/o per la riduzione dell'attrito sperimentato dal rotore e dall'asse del pignone principale del rotore aeronautico.

## Caratteristiche
I generatori di questo tipo riescono quindi a funzionare a basse velocità (cut-in), ma anche ad alte velocità (cut-off) perché diminuiscono l'attrito e l'intensa produzione di calore da esso causato. Come conseguenza hanno un range operativo di funzionamento, in termini di condizioni eoliche necessarie, molto più elevato dell'eolico classico ed al contempo anche un rendimento di conversione meccanico-elettrico molto maggiore.
Hanno inoltre una ridotta manutenzione, perché non hanno bisogno di sostituzione dell'olio, di ingranaggi e sperimentano circa 1/4 dei guasti di un aerogeneratore a cambio meccanico, perché non subiscono molti guasti da momento torcente.
Tali caratteristiche lo rendono estremamente interessante e rivoluzionario all'interno del panorama dell'energia eolica.

## Aerogeneratori a magneti permanenti
- Liberty Wind Turbine

## MagLev Wind Turbine
La prima turbina: la MagLev Wind Turbine di questo tipo è stata presentata nell'estate 2007 al Wind Power Asia 2007.
Produrrebbe fino a 1GWatt di potenza e avrebbe un'aspettativa di vita di 500 anni con dei controlli periodici.